# Burg Lichtenfels (Oberfranken)
Die Burg Lichtenfels ist eine völlig abgegangene Höhenburg auf dem 300 m ü. NN hohen Burgberg, südlich der Altstadt von Lichtenfels im oberfränkischen Landkreis Lichtenfels in Bayern, Deutschland. Die Burg, wohl eine Gründung der Grafen von Schweinfurt, war lange Zeit Zankapfel zwischen den Grafen von Andechs-Meranien und dem Bamberger Bischöfen, die am Ende triumphierten. Während der Neuzeit wurde sie aufgegeben und als Steinbruch benutzt. Heute haben sich keinerlei Reste der Bausubstanz mehr erhalten.

## Geschichte
Die genaue Entstehungszeit sowie der Bauherr der Burg Lichtenfels ist nicht bekannt, vermutet wird, dass sie um das Jahr 1000 von den Schweinfurter Grafen errichtet wurde. Nach deren Aussterben kam die Burg als Erbgut an die thüringischen Herren von Beichlingen. Um das Jahr 1100 ging die Burg Lichtenfels wie auch die ebenfalls schweinfurtsche Giechburg durch die Heirat von Adela von Beichlingen mit dem Grafen Reginboto III. von Wertheim an die Grafen von Wertheim über. Als ihre Tochter Kunizza 1137 den Grafen Poppo von Andechs-Plassenberg heiratete, bekam sie die beiden Burgen als Hochzeitsgabe. Damit konnten die Grafen von Andechs-Meranien ihre Vormachtstellung in dem Gebiet noch weiter ausbauen, was aber dem Bamberger Bischof Otto von Bamberg missfiel, da es im Herrschaftsbereich des Hochstiftes Bamberg lag. Der Bischof ließ die Heirat 1142 angeblich wegen zu naher Blutsverwandtschaft annullieren, worauf die fromme Kunizza unter anderem die Burg Lichtenfels dem Hochstift schenkte. In dieser Schenkungsurkunde wurde Burg Lichtenfels als „Litenuels“ auch zum ersten Mal schriftlich erwähnt. Graf Poppo von Andechs-Meranien erkannte diese Schenkung allerdings nicht an und besetzte die beiden Burgen Lichtenfels und Giech, worauf es eine militärische Auseinandersetzung zwischen ihm und dem Hochstift gab. Erst im folgenden Jahr 1143 kam mit dem Giechburg-Vertrag eine Einigung zwischen dem Grafen und dem Bamberger Bischof Egilbert zustande, in dem der Graf die Hälfte des Castrum Lichtenfels sowie die ganze Burg Giech besetzen konnte. Dieser Vertrag wurde auch unter den Nachfolgern, dem Bischof Eberhard II. von Otelingen und dem Grafen Berthold III. 1149 erneuert, wobei auch vereinbart wurde, dass die Burg Lichtenfels von einem Burghüter, den beide Parteien anerkannten, besetzt werden sollte. Diese Pattsituation wurde erst beendet, als 1177 mit Otto VI. von Andechs ein Angehöriger der Andechs-Meranier zum Bischof des Bistums Bamberg gewählt wurde. Damit konnten die Grafen ihre Machtstellung am Obermain ungehindert weiter festigen, vermutlich vor dem Jahr 1200 wurde am Fuß des Burgberges der Markt Lichtenfels gegründet. Burg Lichtenfels wurde zu einer der Hauptburgen der Grafen von Andechs-Meranien, dort wurden häufig Urkunden ausgestellt, 1232 wurde dort ein Gerichtstag abgehalten.
Nach dem Aussterben der Grafen von Andechs-Meranien durch den Tod von Otto II. auf der Burg Niesten am 19. Juni 1248 wurde Burg Lichtenfels wieder an den Bamberger Bischof Heinrich I. von Bilversheim übergeben, er machte sie 1249 zum bischöflichen Tafelgut, das heißt, sie sollte nicht weiter verlehnt werden. Im Laufe des Spätmittelalters war die Burg Sitz eines bischöflichen Amtmannes.
Das Lichtenfels-Schloss war bis zum Anfang des 16. Jahrhunderts erhalten, da es im Staffelsteiner Zentplan von 1508 verzeichnet ist. Im Deutschen Bauernkrieg wurden Teile der Burg zerstört, die Schlosskapelle, der Alte Turm, ein „Häuslein“ sowie das Burgtor wurden anschließend wiederhergestellt. Ab dem 17. Jahrhundert wurde die Ruine weiter abgetragen, in der Mitte dieses Jahrhunderts waren nur noch ein Gefängnisbau und ein Keller erhalten. Auch während des 18. Jahrhunderts ging der Abbruch der Burg weiter. Sie wurde 1743 als Steinbruch zur Gewinnung von Baumaterial für den Bau des Lichtenfelser Rathauses benutzt. 1847 war nur noch „weniges Gemäuer“ vorhanden.
Im Jahr 1866 wurde an Stelle der früheren Burg das sogenannte Bergschloss erbaut, ein Ausflugsziel, das zwischen 1960 und 1970 umgebaut wurde. 1990 folgte ein weiterer Umbau zu einem Asylheim, das sich zwischen 2005 und 2010 darin befand. Heute stehen an der Stelle der Burg Lichtenfels das Haus der kirchlichen Dienste und ein Fernsehturm, der nördliche Teil des Burgberges dient als Stadtpark.
Die frühere Burgstelle ist als Bodendenkmal D-4-5832-0052 „Mittelalterlicher Burgstall“ vom Bayerischen Landesamt für Denkmalpflege erfasst.